# Agdistis meridionalis
Agdistis meridionalis (tên tiếng Anh: Sea-side Plume) là một loài bướm đêm thuộc họ Pterophoridae. Nó được tìm thấy ở hầu hết miền nam châu Âu.
Sải cánh dài 22–25 mm. Con trưởng thành bay tháng 7 đến tháng 10, làm hai đợt.
Ấu trùng ăn lá của Limonium binervosum.